# Niklas Osterloh

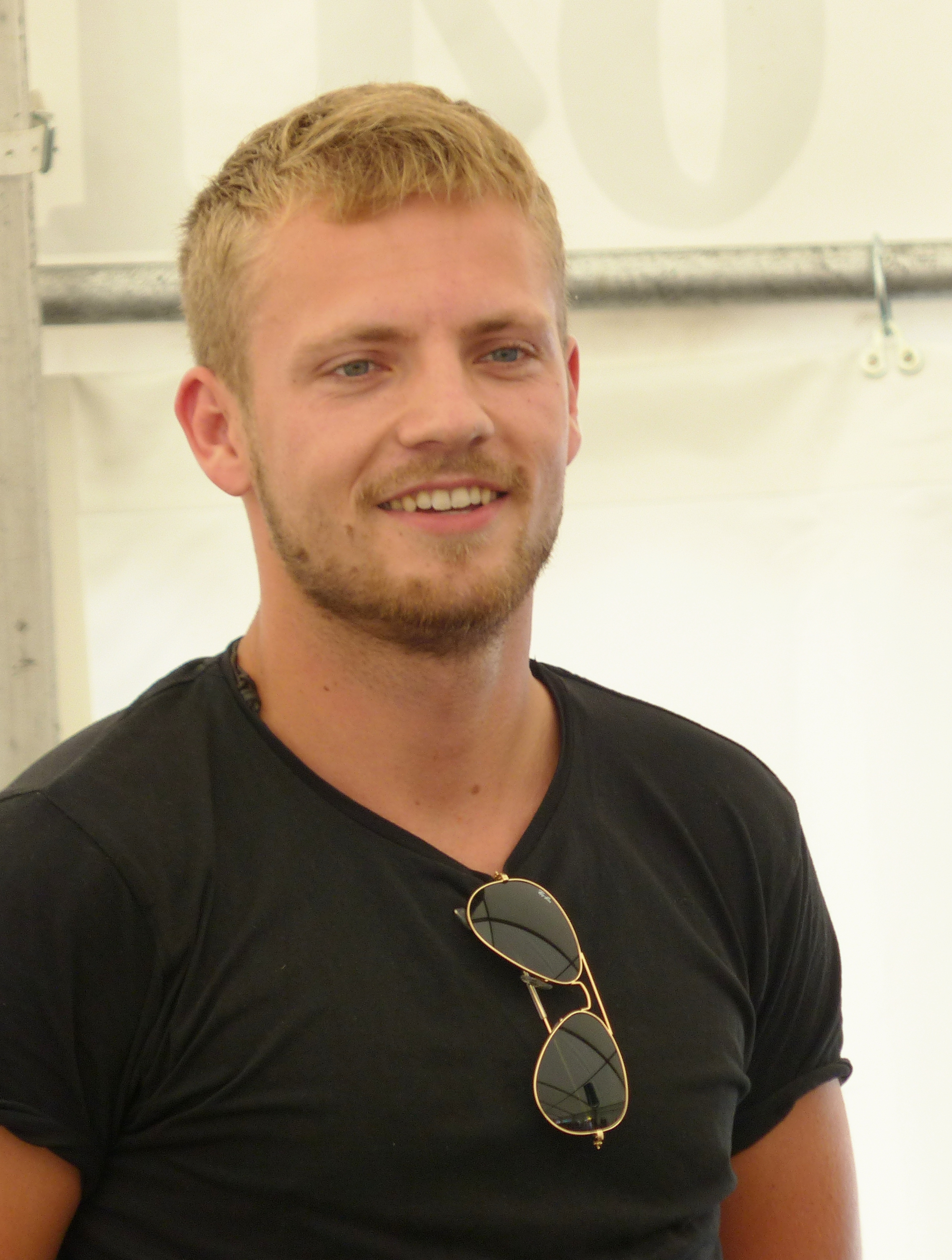
Niklas Osterloh (2013)

Niklas Osterloh (* 2. März 1989 in Bad Oldesloe) ist ein deutscher Schauspieler.

## Leben

### Ausbildung und Theater
Osterloh wuchs in Lübeck auf. Seine ersten schauspielerischen Erfahrungen machte er im Schultheater. Von 2006 bis 2009 erhielt er seine Schauspielausbildung an der Schule für Schauspiel Hamburg, die er mit Diplom und Auszeichnung abschloss. Er besuchte außerdem mehrere Schauspielworkshops, unter anderem bei Michael Bogdanov und Andreas Kriegenburg.
Bereits während seiner Ausbildung spielte er erste Rollen am Theater. Er gastierte am Altonaer Theater (2008), an der Komödie Winterhuder Fährhaus (2008), am Thalia-Theater in Hamburg (2009) und an den Hamburger Kammerspielen (2010). In der Theatersaison 2009/10 übernahm er die Rolle des Banditen Razmann in einer Tourneeinszenierung von Friedrich Schillers Schauspiel Die Räuber. 2015 trat er am Monsun-Theater in Hamburg als Gerardo Escobar in einer Inszenierung von Ariel Dorfmans Theaterstück Der Tod und das Mädchen auf.

### Film und Fernsehen
Seit 2008 wirkt Osterloh regelmäßig bei Film- und Fernsehproduktionen mit. Er spielte außerdem Haupt- und Nebenrollen in mehreren Kurzfilmen.
In dem Märchenfilm Dornröschen (2009) spielte er den romantischen Prinz Erik. Unter der Regie von Niki Stein war er in einer Nebenrolle in dessen Fernsehfilm Bis nichts mehr bleibt (2010) zu sehen. Unter Steins Regie verkörperte er die Rolle des Gefreiten Otto, der nach dem Zweiten Weltkrieg in einem Gefangenenlager an der Nordsee interniert wird, in Steins Fernsehfilm Liebe Deinen Feind (2010). In der Katie-Fforde-Verfilmung Zum Teufel mit David (2011) spielte er, an der Seite von Rike Schmid, den jungen New Yorker Radiojournalisten Patrick Field, der die weibliche Hauptfigur Polly bei ihrem Kampf gegen die Gentrifizierung eines idyllischen Fischerdorfs unterstützt.
In der 9. Staffel der ARD-Telenovela Rote Rosen verkörperte Osterloh vom 17. Januar (Folge 1421) bis zum 27. August 2013 (Folge 1560) in über 180 Folgen die Rolle des adoptierten Oldtimer-Fachmanns Robin Martens (adopt. Detjen). Im August 2014 kehrte er noch einmal für 30 Folgen in die Serie zurück. Im Dezember 2016 stieg er mit Folge 6142 in der Rolle des Handwerkers und „Womanizers“ Paul Wiedmann, die er seither mit mehreren Unterbrechungen spielt, in der RTL-Serie Gute Zeiten, schlechte Zeiten ein.
Von 2022 bis 2023 gehört er als gebürtiger Niederländer Frank van Dijk neben Markus John, Yasemin Cetinkaya, Romy Vreden und Karen Böhne zum festen Ermittlerteam der ARD-Krimiserie WaPo Duisburg.
Im ZDF-Weihnachtsfilm Ich hab den Weihnachtsmann geküsst (2024) spielte Niklas Osterloh den norwegischen Arbeitskollegen Ove, der in eine Liebesgeschichte hineingezogen wird.

### Privates
Osterloh lebt in Potsdam. Im Jahr 2018 heiratete er die Make-up-Artistin Tini, mit der er zwei Töchter hat (* 2017 und 2021).

## Filmografie (Auswahl)
- 2008: Summertime Blues (Kinofilm)
- 2009: Freunde von früher (Kinofilm)
- 2009: Notruf Hafenkante (Fernsehserie, Folge Das Herz eines Boxers)
- 2009: Dornröschen (Fernsehfilm)
- 2010: Bis nichts mehr bleibt (Fernsehfilm)
- 2010: Einen Schritt weiter (Kurzfilm)
- 2010: Liebe deinen Feind (Fernsehfilm)
- 2011: Katie Fforde: Zum Teufel mit David (Fernsehreihe)
- 2011: Die Pfefferkörner (Fernsehserie, Folge Störtebekers Kopf)
- 2011: Notruf Hafenkante (Fernsehserie, Folge Ein neues Leben)
- 2012: Morden im Norden (Fernsehserie, Folge Mann am Spieß)
- 2012: Unter anderen Umständen – Spiel mit dem Feuer (Fernsehreihe)
- 2012: Tatort: Die Ballade von Cenk und Valerie (Fernsehreihe)
- 2012: In aller Freundschaft (Fernsehserie, Folge Wunsch oder Wirklichkeit)
- 2013–2014: Rote Rosen (Fernsehserie)
- 2014: Zu mir oder zu dir? (Fernsehfilm)
- 2016: In aller Freundschaft – Die jungen Ärzte (Fernsehserie, Folge Ängste)
- seit 2016: Gute Zeiten, schlechte Zeiten (Fernsehserie)
- 2017: Bella Block: Am Abgrund (Fernsehreihe)
- 2018: Das Boot (Fernsehserie)
- 2018: Inga Lindström – Die Braut vom Götakanal (Fernsehreihe)
- 2021: Notruf Hafenkante (Fernsehserie, Folge Männercamp)
- 2022: Letzte Spur Berlin (Fernsehserie, Folge Geschwisterliebe)
- 2022–2023: WaPo Duisburg (Fernsehserie)
- 2024: Ich hab den Weihnachtsmann geküsst (Fernsehfilm)
- 2025: SOKO Wismar (Fernsehserie, Folge Die neun Gehirne des Oktopus)